# Seissan
Seissan (gaskognisch: Sheishan) ist eine französische Gemeinde mit 1098 Einwohnern (Stand 1. Januar 2022) im Südwesten des Landes. Seissan ist Teil der Région Midi-Pyrénées und des Départements Gers. Die Gemeinde erstreckt sich auf einer Fläche von 18,88 Quadratkilometern. Seissan liegt im Arrondissement Mirande und im Kanton Astarac-Gimone.

## Geographie
Der Ort liegt in der historischen  Grafschaft Astarac etwa 17 Kilometer südlich von Auch. Durch Seissan fließen die Flüsse Gers (nach dem das Département benannt ist), Cédon und Sousson.

## Geschichte
Die Bastide ist im 12. Jahrhundert von Bernard IV. de Astarac begründet worden. 1973 wurde die frühere Gemeinde Artiguedieu–Garrané eingemeindet.
| 1962 | 1968 | 1975 | 1982 | 1990 | 1999 | 2007 | 2018 |
| ---- | ---- | ---- | ---- | ---- | ---- | ---- | ---- |
| 724  | 820  | 965  | 1011 | 984  | 1002 | 1032 | 1087 |

## Persönlichkeiten
- Édouard Lartet (1801–1871), Paläontologe
- Anselme Polycarpe Batbie (1828–1887), Politiker, Bildungsminister